# Route nationale 807
Pour les articles homonymes, voir Route 807.
La route nationale 807 ou RN 807 était une route nationale française reliant Pontaubault à Pré-en-Pail. À la suite de la réforme de 1972, les tronçons de Pontaubault à Saint-Hilaire-du-Harcouët et de Domfront à Pré-en-Pail ont été repris par la RN 176 et celui de Mortain à Domfront a été déclassé en RD 907.

## Ancien tracé de Pontaubault à Pré-en-Pail (N 176 & D 907)
- Pontaubault N 176
- Ducey
- Virey
- Saint-Hilaire-du-Harcouët

La RN 807 faisait tronc commun avec la RN 177 pour rejoindre Mortain.
- Mortain D 907
- Barenton
- Saint-Georges-de-Rouelley
- Domfront N 176
- Juvigny-sous-Andaine
- La Chapelle-d'Andaine
- Haleine
- Couterne
- Méhoudin
- Neuilly-le-Vendin
- Couptrain
- Pré-en-Pail